# Челюсти (фильм)
«Че́люсти» (англ. Jaws) — американский художественный фильм-триллер режиссёра Стивена Спилберга, экранизация одноимённого романа Питера Бенчли.
По сюжету, гигантская акула-людоед нападает на отдыхающих на острове Эмити, вымышленном курортном городе Новой Англии, что побуждает местного шефа полиции поймать её с помощью океанолога и профессионального охотника на акул. В фильме снимались: Рой Шайдер в роли шефа полиции Мартина Броуди; Роберт Шоу в роли охотника на акул Куинта; Ричард Дрейфус в роли океанолога Мэтта Хупера; Мюррэй Хэмилтон в роли Ларри Вона, мэра острова Эмити; и Лоррэйн Гари в роли Эллен, жены Броуди. Сценарий фильма приписывают как Бенчли, написавшему первые варианты сценария, так и актёру-писателю Карлу Готтлибу, который переписывал сценарий во время съёмочного периода.
Фильм был снят на острове Мартас-Винъярд в Массачусетсе и имел проблемы с производством, выйдя за рамки бюджета и сроков. Общий бюджет в итоге составил 9 миллионов, превысив планируемый на 5 миллионов. Так как механические акулы художественного отдела страдали от множества неисправностей, Спилберг решил в основном намекать на присутствие животного, используя зловещую музыкальную тему Джона Уильямса, чтобы обозначить предстоящее появление акулы. Спилберг и прочие сравнили такой подход с методами классического режиссёра триллеров Альфреда Хичкока. Кинокомпания Universal Studios предоставила фильму исключительно широкий релиз для крупной студийной картины того времени (более 409 киноэкранов), сопровождаемый обширной маркетинговой кампанией с акцентом на ТВ-рекламу и сопутствующие товары. Первый фильм собрал в прокате свыше 100 миллионов долларов. Итоговые сборы составили 470 миллионов.
Ныне рассматриваемый как один из величайших фильмов в истории, «Челюсти» был прототипом современных летних блокбастеров, а его релиз считается переломным моментом в истории кино. «Челюсти» был самым кассовым фильмом всех времён до выхода «Звёздных войн». Фильм завоевал различные награды за саундтрек и монтаж, включая три премии «Оскар». Наряду с «Звёздными войнами», «Челюсти» сыграл решающую роль в создании современной бизнес-модели Голливуда, которая вращается вокруг высоких кассовых сборов с экшн- и приключенческих кинокартин, выходящих летом в тысячах кинотеатров и поддерживающихся масштабной рекламой. За фильмом последовали три сиквела, созданных без участия Спилберга и Бенчли, а также множество подражающих триллеров. В 2001 году «Челюсти» был избран Библиотекой Конгресса для хранения в Национальном реестре фильмов Соединённых Штатов, будучи признанным «культурно, исторически и эстетически значимым».

## Сюжет
Действие фильма происходит с 29 июня по 5 июля 1974 года на острове Э́мити, где расположен небольшой курортный городок с тем же названием. Молодая женщина Кристина Уоткинс решает искупаться ночью и становится первой жертвой огромной белой акулы, появившейся у берегов Эмити.
Утром шеф департамента местной полиции Мартин Броуди и его помощник Ленни Хендрикс находят на берегу останки Кристины. Броуди недавно переехал на остров из Нью-Йорка и живёт здесь вместе с женой Эллен и двумя сыновьями, Майком и Шоном. Шеф хочет на некоторое время закрыть пляжи, оповестить о трагедии береговую охрану и вызвать специальную команду для поимки акулы, но мэр Эмити Ларри Воун, поддерживаемый владельцами прибрежных гостиниц и отелей, категорически против такой перспективы, так как городу нужны «летние доллары». А впереди ещё 4 июля — День независимости США, когда будет присутствовать множество гостей, и уже в 50-й раз должна состояться ежегодная парусная регата. Броуди соглашается с Воуном. Врач переписывает заключение о смерти Кристины, теперь якобы попавшей под винт катера.
Акула продолжает убивать. Погибает собака, принадлежащая одному из отдыхающих, и в тот же день акула съедает местного мальчика — Алекса Кинтнера. Уже напуган и сам мэр, но он всё ещё не желает оповестить граждан о грозящей опасности. На собрании жителей Эмити местный охотник на акул, ветеран Второй мировой войны, а ныне рыбак Квинт предлагает выловить акулу-людоеда на своём судне за 10 тысяч долларов, но ему отказывают. Все увещевания Мартина Броуди и прибывшего на остров эксперта из Национального института океанографии Мэтта Хупера (Ричард Дрейфусс) не возымели действия. В это же время рыбаки вылавливают трёхметровую тигровую акулу, и город с облегчением вздыхает, полагая, что это и есть людоед, однако Хупер не находит в её внутренностях человеческих останков.
Вскоре пропадает без вести рыбак Бен Гарднер. Хупер и Броуди находят его наполовину затонувшее судно, исследуя ночные воды в лодке. Под водой Хупер обнаруживает зуб большой белой акулы в корпусе лодки, но в испуге роняет его, увидев труп Гарднера.
4 июля акула-убийца предстаёт перед глазами сотен купальщиков на мелководье, утащив в пучину инструктора по плаванию. Старший сын Броуди, Майкл, в результате шока от увиденного попадает в госпиталь. Потрясённый мэр вынужден немедленно подписать договор с Квинтом. Квинт, Хупер и Броуди отправляются на охоту на рыбацком судне «Косатка» (лат. «Orca»), приспособленном для ловли акул. Броуди страдает боязнью водного пространства, но вынужден перебороть себя.
Акула клюёт на наживку. Квинт засаживает в неё несколько гарпунов, к которым привязаны бочки, рассчитывая потом вытащить выбившуюся из сил акулу на берег. Однако акула едва не переворачивает судно, и делает в нём пробоину, Квинту приходится отпустить акулу. Он поворачивает судно к берегу, рассчитывая завести акулу на мелководье. На судне перегревается и выходит из строя двигатель. Хупер решается спуститься в море в стальной клетке, чтобы вонзить шприц с ядом в подплывшую акулу. Однако чудовище разбивает клетку, Хуперу едва удаётся ускользнуть и забиться в расщелину, давление воздуха в баллоне неминуемо падает. Акула выпрыгивает из воды и обрушивается на корму «Косатки», судно тонет. Квинт по накренившейся палубе съезжает в пасть акулы и погибает в страшных мучениях. Броуди пытается отбиться от акулы кислородным баллоном, и тот застревает в её пасти. Броуди забирается на мачту с гарпуном и винтовкой. Он несколько раз вонзает в акулу гарпун, но тот застревает в теле акулы и ломается. Броуди несколько раз стреляет по акуле, но промахивается. В последний момент ему удаётся попасть прямо в баллон, застрявший в пасти акулы, и голову хищницы разрывает взрывом. Броуди и поднявшийся на поверхность Хупер с большим облегчением обнимаются, и держась вдвоём за обломок судна, направляются к берегу.

## В главных ролях
| Актёр           | Роль                                        |
| --------------- | ------------------------------------------- |
| Рой Шайдер      | шеф департамента полиции Мартин Броуди      |
| Роберт Шоу      | Квинт охотник на акул                       |
| Ричард Дрейфус  | Мэтт Хупер эксперт-океанолог                |
| Лоррейн Гэри    | Эллен Броуди жена шерифа                    |
| Мюррэй Хэмилтон | мэр Лэрри Воун (в других переводах — Вохен) |
| Карл Готтлиб    | «Бен», Гарри Мидоуз редактор местной газеты |
| Джеффри Крамер  | Леонард Хендрикс заместитель мэра           |

## Факты
- Кассовые сборы в США составили 260 млн долларов, в остальных странах 210,6 млн долларов.
- На роль Мартина Броуди пробовался Чарлтон Хестон, а на роль Мэтта Хупера — Джефф Бриджес, Тимоти Боттомс и Ян-Майкл Винсент. Питер Бенчли, в свою очередь, желал снимать в картине таких актёров, как Роберт Редфорд, Пол Ньюман и Стив Маккуин.
- В сцене, где акула нападает на клетку с сидящим в ней Хупером, операторы подводных съёмок Рон и Валери Тейлор использовали настоящую акулу. Но так как живая акула была гораздо меньше механической, использовавшейся для съёмок, то построили две уменьшенные клетки. В одну, выполненную в масштабе 1:2, был помещён манекен; во второй, изготовленной в масштабе 5:8, находился профессиональный жокей и каскадёр Карл Риццо ростом 4 фута 9 дюймов (примерно 145 см). В первоначальном варианте сценария акула не должна была ломать клетку, но после того, как настоящая рыба начала вламываться в клетку, и эти редкие кадры были сняты, сценарий был переписан, и эти кадры попали в фильм.
- В эпизодических ролях снялись Стивен Спилберг (в сцене на пляже, где он в оркестре играл на кларнете) и Питер Бенчли (телерепортёр, ведущий репортаж об акуле на Эмити).
- Начальная сцена фильма была спародирована самим Спилбергом в комедии «1941» (1979).
- Рабочее название фильма было «Безмолвие в воде» (англ. Stillness in the Water).
- Механическую модель акулы, сделанную для съёмок фильма, на съёмочной площадке прозвали «Брюс». Это обстоятельство было использовано создателями мультфильма «В поисках Немо», в котором белую акулу тоже зовут Брюсом. По воспоминаниям участников съёмок фильма механическая акула постоянно выходила из строя; нечто подобное происходит и с белой акулой из мультфильма «В поисках Немо».
- В фантастической комедии Роберта Земекиса «Назад в будущее 2» упоминается фильм «Челюсти 19» режиссёра Макса Спилберга (так зовут сына Стивена Спилберга).
- В фильме упоминается катастрофа тяжёлого крейсера «Индианаполис», которая вошла в историю ВМС США как наиболее массовая гибель личного состава (883 человека) в результате одного затопления. Основной причиной гибели моряков тогда стали нападения акул[5][6].
- Является первым фильмом, выпущенном на лазердиске.

## Премии и номинации
Самый страшный фильм, который я когда-либо видел, — первая часть «Челюстей». Ты можешь жить за тысячу километров от океана и купаться только в бассейне, но тебе все равно будет страшно, потому что настоящий ужас — это иррациональная штука.
- 1976 — премия «Оскар»
  - Лучший фильм номинация
  - Лучший монтаж (Верна Филдс)
  - Лучшая музыка (Джон Уильямс)
  - Лучший звук (Роберт Л. Хойт, Роджер Химен-мл., Эрл Мэдери, Джон Р. Картер)
- 1976 — премия BAFTA
  - специальная премия Энтони Эскуита за лучшую музыку
- номинации на премию BAFTA в 6 категориях
- 1976 — премия Золотой глобус
  - Лучшая музыка
- Номинации на премию Золотой глобус в 3 категориях
- 1976 — Премия Грэмми
  - Лучший альбом на основе музыки кинофильма или телефильма

## Восприятие
В рейтингах Американского института кино:
- 48-е (1998) и 56-е (2007) места в списке 100 фильмов
- 2-е место в 100 остросюжетных фильмов
- 18-е место в списке злодеев 100 героев и злодеев (Большая белая акула)
- 35-е место в 100 киноцитат («Тебе нужна будет лодка побольше»)
- 6-е место в 25 саундтреков